# Anna Daučíková
Anna Daučíková (ur. 1950 w Bratysławie) – słowacka artystka queer tworząca obrazy, filmy, fotografie i performance. Głównym tematem jej twórczości jest płeć i poszukiwanie własnej tożsamości.

## Życiorys
Urodziła się w 1950 roku w Bratysławie. W 1978 roku ukończyła studia na wydziale szkła w architekturze Wyższej Szkoły Sztuk Pięknych w Bratysławie, w pracowni Václava Ciglera. W latach 80. wyjechała do Moskwy, by dołączyć do partnerki. W Rosji musiała ukrywać swą orientację. Utrzymywała się z dmuchania szkła, tworzyła także abstrakcyjne obrazy automatyczne oparte na powtórzeniach cyfr. Pod wpływem kontaktu z ideami feminizmu zainteresowała się również fotografią. Została członkinią Związku Artystów ZSRR, choć w oficjalnym obiegu funkcjonowało wyłącznie jej szkło i malarstwo. Z czasem jednak porzuciła te techniki na rzecz sztuki wideo i zaczęła budować koncepcję „ciała mentalnego” w oparciu o swoje doświadczenia transpłciowości.
W 1991 roku powróciła do Bratysławy, gdzie skupiła się na tworzeniu wideo-artu i performance, posługując się kamerą i montażem jako protezą. Zaangażowała się także w działalność na rzecz praw LGBT. W latach 90. współzałożyła pierwsze słowackie czasopismo feministyczne „Aspekt” oraz współorganizowała lub angażowała się w działalność kilku organizacji pozarządowych na rzecz praw kobiet. Jako jedna z pierwszych osób spośród słowackich artystów otwarcie mówiła o swojej homoseksualności. W latach 1999–2013 wykładała na Wyższej Szkole Sztuk Pięknych w Bratysławie i przez osiem lat piastowała stanowisko prorektora uczelni, po czym zaczęła prowadzić pracownię nowych mediów na Akademii Sztuk Pięknych w Pradze, gdzie również objęła stanowisko prorektora.
W swojej praktyce artystycznej skupia się na tematach związanych z płcią i poszukiwaniem własnej tożsamości, często posługując się ironią. Kwestionuje konwencjonalne wyobrażenia o tożsamości płciowej, społecznej i politycznej. Interesuje się tym, jak uchwycić pożądanie, analizuje społeczny wymiar cielesności. W filmach wykorzystuje elementy codzienności, którym narzuca nowe narracje.
Została wyróżniona nagrodą Schering Stiftung Art Award 2018, a w 2016 roku otrzymała nagrodę Cena od Jiřího Surůvky.

## Filmy
- Acquabelle, 17 min., 1995[9]
- Afternoon, 5,11 min., 1996[9]
- Kissing Hour, 6 min., 1997[9]
- Queen´s Finger, 3,54 min., 1998[9]
- Home Exercise, 1998[1]
- Siesta, 2 min., 2000[9]
- We Care About Your Eyes, 4,22 min., 2003[9]
- Malholandrajv, 3,47 min., 2003[9]
- Piano Trio in B Flat, 3,40 min., 2004[9]
- Passing, 2 min., 2005[9]
- Portrait of a Woman with Institution – Anča Daučíková with Roman Catholic Church, 2011[1]
- Three Curtains, 2014[6]
- Along the Axis of Affinity, 8,23 min., 2015[1]
- Thirty-three Situations, 108,56 min., 2015[1]

## Wystawy

### zbiorowe
- Slovenské umenie 20. Storočia, Słowacka Galeria Narodowa, 2002[7]
- „Neue“ Slowakische Kunst 1936–2001, Kunsthalle Exnergasse, WUK, 2002[7]
- Projected looks /Premietnuté pohľady, Apollonia Center, Strasburg, 2008[7]
- Ars Homo Erotica, Muzeum Narodowe w Warszawie, 2010[7]
- Kunst und Öffentlichkeit, 40 Jahre Neuer Berliner Kunstverein, Berlin, 2009[7]
- Płeć? Sprawdzam! Kobiecość i męskość w sztuce Europy, Zachęta Narodowa Galeria Sztuki, 2010[7]
- 20 Years: KKA Artists in Residence, Vienna Art Fair, 2012[7]
- Good Girls, Muzeul Național de Artă Contemporană, Bukareszt, 2013[7]
- Manifesta 10, Petersburg, 2014[5]
- Biennale w Kijowie, 2015[5]
- documenta 14, Kassel/Ateny, 2017[5]

### indywidualne
- Binz 39, Zurych, 1994[7]
- Dům umění, Brno, 1995[7]
- At Home Gallery, Synagoga, Šamorín, 1998[7]
- Múzeum Vojtecha Löfflera, Koszyce, 2001[7]
- eastwest se/x @Foyer KHM, Hochschule für Kunst und Medien, Kolonia, 2007[7]
- Old Matters, Stredoeurópsky dom fotografie, Bratysława, 2011[7]
- Anamnézy, Galerie TIC, Brno, 2013[7]
- Anna Daučíková, State of Concept, Ateny, 2018[6]
- Anna Daučíková, Gandy Gallery, Bratysława, 2018[4]